# Хвороба Осгуда-Шляттера
Хвороба Осгуда-Шляттера (остеохондропатія горбистості великогомілкової кістки; остеохондропатія апофіза великогомілкової кістки; асептичний некроз бугристості великогомілкової кістки; тракційний апофізит горбка великогомілкової кістки) — це ушкодження, яке виникає в активних підлітків, внаслідок повторюваного напруження та мікротравми від сили, прикладеної міцним сухожиллям надколінка до відносно м'якого апофіза горбистості великогомілкової кістки. Ця сила призводить до подразнення та у важких випадках часткового відриву апофіза горбистості великогомілкової кістки. У більшості випадків хвороби Осгуда-Шлаттера такі прості заходи, як відпочинок, місцевий холод, знеболюючі препарати, а також вправи на розтяжку та зміцнення, полегшать біль і дозволять повернутися до повсякденної діяльності.
Хвороба Осгуда-Шлаттера є поширеною причиною болю в колінах у підлітків. Вона зустрічається у 12.9 % підлітків, які активно займаються спортом, у кожного четвертого з них процес двосторонній. Початок проявів хвороби збігається з стрімким ростом підлітків у віці від 10 до 15 років для хлопчиків і від 8 до 13 років для дівчат. Захворювання частіше зустрічається у хлопців спортсменів, які займаються спортом, що включає біг і стрибки. Оскільки фізична активність створює додаткове навантаження на кістки та м'язи, діти, які займаються легкою атлетикою, особливо бігом і стрибками, мають підвищений ризик цього стану. Однак менш активні підлітки також можуть зіткнутися з цією проблемою.
В англомовній літературі хвороба позначається терміном англ. Osgood Schlatter disease або похідною абревіатурою англ. OSD

## Історія
Захворювання названо на честь американського хірурга-ортопеда Роберта Бейлі Осгуда (1873—1956) та швейцарського хірурга Карла Б. Шлаттера (1864—1934) які описали стан незалежно один від одного в 1903 році.

## Симптоми
Симптоми часто виникають під час бігу, стрибків та інших занять спортом. У деяких випадках обидва коліна мають симптоми хвороби, хоча стан одного коліна може бути гіршим, ніж іншого. Симптоми включають:
- Біль у коліні та чутливість в ділянці горбистості великогомілкової кістки;[4]
- Припухлість горбистості великогомілкової кістки;[4]
- Напружені м'язи в передній або задній частині стегна;[4]

Біль починається як тупий біль, що локалізується над горбистістю великогомілкової кістки, поступово посилюється з активністю. Проява типова для прихованого початку без попередньої травми. Біль, як правило, зменшується під час відпочинку та вщухає від кількох хвилин до годин після припинення активності чи спорту. Більові відчуття особливо посилюється під час бігу, стрибків, прямої травми коліна, стояння на колінах і присідання. Визначається збільшений виступ на горбистості великогомілкової кістки з болючістю над місцем прикріплення сухожилля надколінка.

## Діагностика

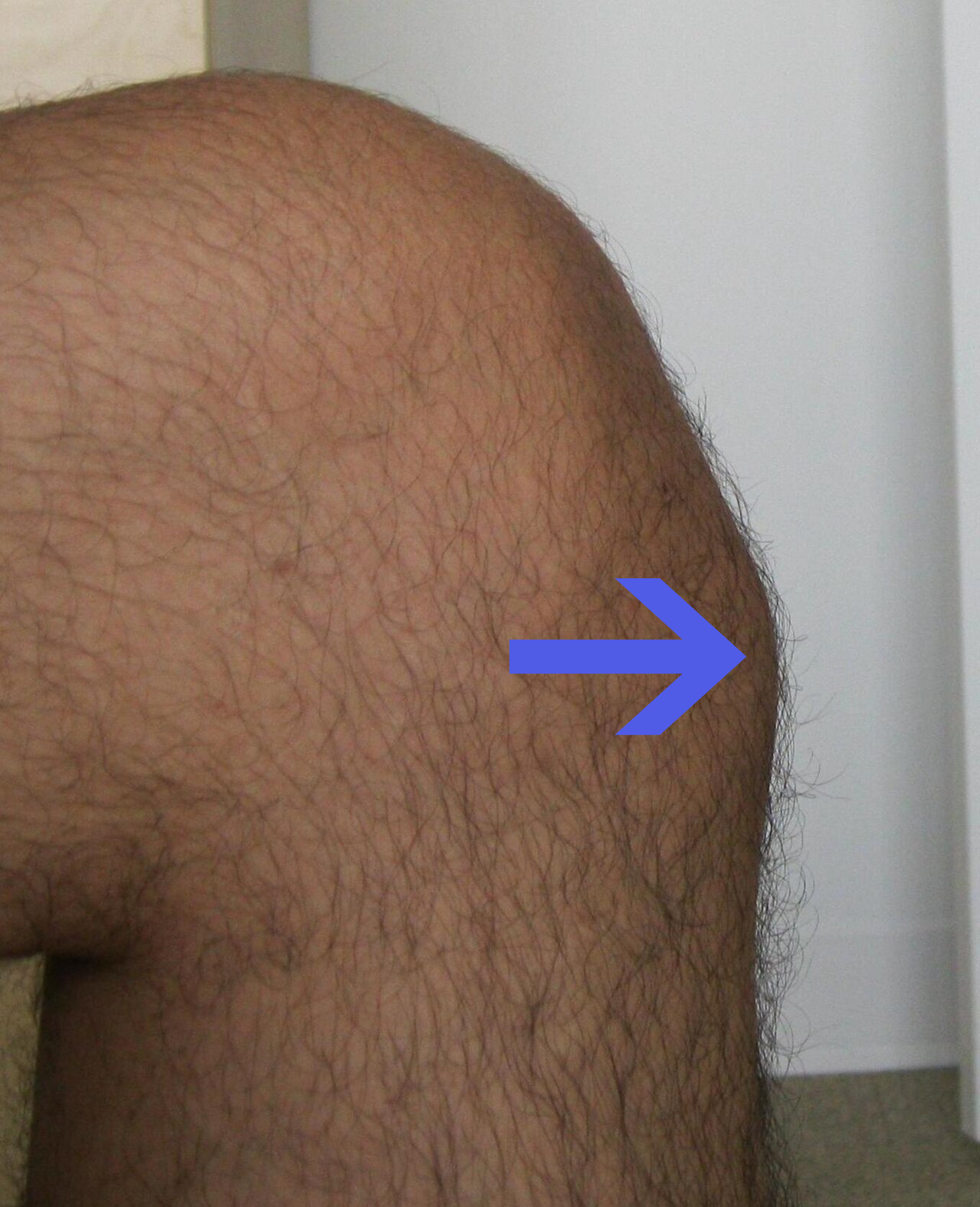
Вигляд колінного суглоба хлопчика з хворобою Осгуда-Щляттера

Хвороба Осгуда-Шляттера є клінічним діагнозом, і рентгенологічне обстеження зазвичай не потрібне.
Звичайні рентгенограми можуть бути використані для виключення додаткових діагнозів, таких як перелом, інфекція або пухлина кістки, якщо прояв хвороби важкий або нетиповий. Рентгенологічне обстеження також може бути показано для оцінки пошкодження апофіза після відриву або інших ушкоджень внаслідок травми. Класичні рентгенологічні ознаки при хворобі Осгуда-Шлаттера включають підняту горбистість великогомілкової кістки з набряком м'яких тканин, фрагментацією апофіза або кальцифікацію дистальної частини сухожилля надколінка. Варто зазначити, що ці ознаки також можна розглядати як варіанти норми і не завжди є патологією, тому кореляція рентген-ознак з клінічною картиною є надзвичайно важливою. Тому при проведенні рентгенографії, доцільне порівняння зображень обох колінних суглобів, щоб норму в окремого пацієнта.

### Дифференційна діагностика
Перед встановлення діагнозу хвороби Осгуда-Шляттера, виключають наступні стани з подібними симптомами:
- Тендиніт колінної чашечки[3] (коліно стрибуна або синдром Сіндінга-Ларсена-Йоганссена[5]);
- Остеомієліт великогомілкової кістки;[3]
- Хвороба Пертеса;[3]
- Перелом горбистості великогомілкової кістки;[3]
- Пошкодження синовіальної (медіопателярної) складки;[3][5]
- Інфекційний апофізит;[3]

- Остеохондрома проксимального відділу великогомілкової кістки;[5]
- Синдром жирової подушечки (хвороба Гоффа);[3]

Ці захворювання також локалізуються в ділянці сухожилля надколінка і можуть викликати подібні проблеми з коліном.

## Лікування
Лікування включає відносний відпочинок і зміну активності в діяльності відповідно до рівня болю. Немає доказів того, що відпочинок прискорює одужання, але обмеження активності ефективно зменшує біль. Пацієнти можуть займатися спортом, якщо біль зникає під час відпочинку та не обмежує пов'язану зі спортом діяльність. Для знеболення можна використовувати місцеве прикладання льоду та НПЗЗ. Щоб захистити від прямої травми, поверх горбистості великогомілкової кістки можна одягнути захисний наколінник. Розтягування підколінного сухожилля та вправи на розтягування та зміцнення квадрицепсів можуть бути корисним доповненням.
Якщо біль не реагує на консервативні заходи, може бути виправданою фізіотерапія. У важких, тривалих випадках можна розглянути короткий період іммобілізації коліна. Немає доказів, які б рекомендували ін'єкційну терапію або хірургічне втручання при хворобі Осгуда-Шлаттера. Симптоми, як правило, зникають із зникненням болю після закриття зони росту апофіза.
Більшість симптомів повністю зникають, коли дитина завершує швидкий ріст у підлітковому віці, приблизно у віці 14 років для дівчат і 16 років для хлопчиків. З цієї причини хірургічне втручання рекомендується рідко. Однак вираженість горбка збережеться і може збільшуватися в розмірі, доки дитина не закінчить рости.